# 이승철
이승철(李承哲, 1966년 12월 5일 ~ )은 대한민국의 팝 록 음악가이다. 불광초등학교, 서대문중학교, 대신고등학교를 졸업하였으며 수원공업전문대학에서 기계과를 중퇴하였다. 1985년 록 밴드 부활의 보컬로 활동을 시작해 1989년 솔로로 독립하여 활동하였으며 현재까지 2천 회가 넘는 공연 횟수를 기록했다. 주요 인기곡으로 〈희야〉, 〈마지막 콘서트〉, 〈비와 당신의 이야기〉, 〈소녀시대〉, 〈안녕이라고 말하지마〉, 〈네버엔딩 스토리〉, 〈인연〉 등이 있다. '새침떼기'라는 공식 팬클럽이 있다. 1995년 배우 강문영과 결혼하였으나 2년 뒤인 1997년에 이혼하였고, 2007년에 사업가 박현정과 재혼하였다.

## 학력
- 서울불광초등학교 졸업
- 서대문중학교 졸업
- 대신고등학교 졸업
- 수원공업전문대학 기계공학과 중퇴

## 생애

### 데뷔와 시련
이승철은 동네 선배였던 김태원의 과천 연습실에 자주 놀러 갔다. 그러던 중 부활의 전신인 디앤드가 실패하고 부활 멤버가 이승철에게 보컬을 찾아달라고 부탁했다. 하지만 이승철이 찾아다녀도 자기보다 잘하는 사람들이 없어 고심하던 중 김태원이 이승철에게 노래를 한 번 시켜보자 해서 오디션을 보게 됐다. 그러나 보컬로 활동하려면 음향 시스템이 있어야 했다. 그래서 이승철은 어머니에게 부탁했고 큰외숙부가 교장인 대신고 서무과에 근무했던 어머니의 1년 치 연봉에 해당하는 고가의 음향 장비를 구입하고서 부활에 들어가는데 성공했다.
부활의 데뷔 초기 보컬이었던 이승철의 독특한 의상과 분장은 당시 80년대 영국 인기그룹 컬처크럽 보이조지를 유사하게 했기 때문에, 언론에선 이승철을 한국의 보이조지라고 칭하기도 하였다. 1989년 솔로 앨범 《1집 안녕이라고 말하지마》로 활동하다 불행하게도 보이조지가 마약으로 활동을 접게 되었던 것처럼 이승철 역시 마약으로 활동을 접게 되었다. 1990년 다시 솔로 앨범 《1집 part 2》, 《2집 노을, 그리고 나》로 왕성한 활동을 하던 중에 다시 마약으로 활동을 접게 되었다.
마약으로 이미지가 실추된 이승철은 영화 출연, 마약퇴치 홍보활동, 1995년 강문영과 결혼과 이혼, 2002년 부활 김태원과 재결합 등을 통해서 2000년대에 이르러 재기하는 데 성공하게 되었다.

### 결혼
원래 이승철은 1995년에 강문영과 결혼했다. 그러나 강문영과의 결혼생활이 원만하지 못했고 이승철은 강문영과 성격이 맞지 않았다. 결국 이승철은 슬하에 아무 자녀도 없이 강문영과 결혼한 지 2년 만에 이혼한 후 혼자 살게 되었다. 그 이후 현재의 아내와는 우연히 만났다. 친구의 직장에서 같이 근무하던 상사였다. 연하의 여자들을 좋아했으나 결혼은 두살 연상의 재력의 사업가와 결혼했다. 아내는 연예인인 이승철과의 결혼을 꺼리는 편은 아니었다. 하지만 이승철은 어린애들과 생각이 다르고 자신을 다룰 수 있는 여자라서 매력 있다고 생각한다. 초혼 때보다 더 말과 행동이 신중하게 됐고 젊었을 때의 사랑보다 더 은은하고 기댈 수 있다는 점이 좋다고 말했다. 결혼했을 때 이승철의 20대~30대 팬들은 실망감을 보이기도 했다. 이승철이 바람둥이일 것이라는 소문들에 대해서 이승철은 한 번도 양다리를 걸친 적이 없다고 말했다. 여자친구를 공연장에 초대해서 소녀시대를 부를 때 손가락으로 찍어주는 경우는 있었다.

### 표절
2006년 발표된 〈소리쳐〉는 개러스 게이츠의 〈Listen to my heart〉를 표절했다는 의혹이 불거지기도 했다. 이 노래의 작곡가는 이승철이 발탁한 인물로 자신이 책임을 진다는 생각을 가지고 있었다고 말하였다. 자기가 쓴 곡은 아니지만 자신이 작곡가 홍진영을 발탁했고 선택했으므로 어느 정도는 책임이 있다는 입장인 것이었다. 이승철은 한 소절만 듣지 말고 곡을 전부 들어보고 이야기해야 한다고 말했다. 이승철의 노래를 받아 곡을 들어본 원곡자는 표절이 아니라 인용이라는 입장을 밝혀왔다. 인용이란 원곡의 멜로디나 편곡의 일부분을 차용하는 것으로 원작자와 합의하여 〈소리쳐〉의 작곡가는 〈Listen to my heart〉 원곡자에게 로열티의 70%를 지급하게 됐다. 이러한 저작권 합의는 2006년 12월에 이뤄진 사항이지만 누리꾼들에 의한 표절 시비는 이보다 늦은 것이다. 또한 누리꾼들 사이에서 "사전에 노래를 알고 발표했다가 표절이 들통난 후 작곡가를 바꿨다"라는 소문에 대해서도 사실이 아니라고 해명했다. 이승철은 또한 표절에 대한 기준이 없다는 점도 지적했다. 20여년 전에는 두 마디 이상이 비슷하면 표절로 규정했지만 그것을 악용하는 사례가 많아져 그마저도 사라져버렸다. 그 이후로 현재까지는 원곡자가 표절의혹 곡을 듣고 나서 표절이라고 생각하면 법원에 소송을 내고 승소하면 표절곡으로 공식 인정되는 과정을 거치고 있다. 하루빨리 표절곡에 대한 기준마련이 되어야 하며 누리꾼들중에 누군가 동영상을 편집해서 올려 부당한 표절의혹이 불거져 곡이 사장되는 일은 없어야 한다고 말했다.

## 일화

### 선후배·동료들과의 관계
이승철은 후배 중에 자신의 얼굴이 그려진 비행기를 타고 월드 투어를 하는 비가 부럽다고 했으며, 가창력으로는 김범수가 뛰어나다고 말했다. 또한 김건모는 <잘못된 만남>으로 전성기를 구가하던 시절 이승철의 아파트 뒷동네에 거주했으며 서로 친하게 지냈다. 또 변진섭과도 친하게 지낸다. 주요 지인으로는 이문세, 신승훈, 성시경, 싸이 등이 있다. 싸이에 대해서는 대단한 끼를 가진 엔터테이너라고 평가했다. 그가 가장 존경하는 선배로는 조용필을 꼽았다.
한편 가수 이승환은 무릎팍도사에 나와 이승철이 자신에게 반말을 한다는 지적을 한 적도 있다. 하지만 이승철은 그런 적이 없다고 항변하면서 이승환의 나이를 몰랐다고 주장한다. 정면으로 본 것은 단 두 번에 불과하며 나이도 한 살 많다는 사실을 최근에 알았기 때문에 그럴 기회가 없었다고 말한다.

### 소녀시대의 이승철 곡 리메이크 및 영향
이승철의 노래 소녀시대는 훗날 동명의 아이돌 가수 그룹을 탄생시키는 원동력이 되었으며 소녀시대는 1집에 <소녀시대>도 리메이크한 버전을 불렀고 해당 곡 역시 수록되었다.

## 음반 목록

### 정규 앨범
- 1988년 1집 《Part 1》 - 안녕이라고 말하지 마
- 1989년 1집 《Part 2》 - 마지막 콘서트
- 1990년 2집 《노을, 그리고 나》 - 그대가 나에게
- 1992년 3집 《방황》 - 방황
- 1994년 4집 《The Secret of Color》 - 소나기
- 1996년 5집 《The Bridge of Sonic Heaven》 - 오늘도 난
- 1999년 6집 《1994》 - 오직 너뿐인 나를
- 2004년 7집 《The Live long Day》 - 긴 하루
- 2006년 8집 《Reflection Of Sound》 - 소리쳐
- 2007년 9집 《The Secret Of Color 2》 - 사랑한다
- 2009년 10집 《Mutopia - The Land of Dreams》 - 손톱이 빠져서
- 2009년 10집 《사랑 참 어렵다 (10집 리패키지)》 - 사랑 참 어렵다
- 2013년 11집 《My Love》 - My Love
- 2015년 12집 《시간 참 빠르다》 - 시간 참 빠르다

### 비정규 앨범
- 1990년 《이승철 Live》
- 1991년 《91 Irony Live》
- 1993년 《Serious Live '93》
- 1995년 《Boohwal & Lee Seung Chul Joint Concert Part 1》
- 1995년 《Boohwal & Lee Seung Chul Joint Concert Part 2》
- 1995년 《95 Secret Live》
- 1997년 《97 Heaven Live》
- 1999년 《Live Best Of Best Live》
- 2005년 《20th Anniversary Live In 2005》
- 2008년 《He's Coming》
- 2011년 《이승철 25주년 기념 공연 실황 DVD & Live 오케스트 락》
- 1992년 《이승철 Hit Bank》 - 너의 곁으로
- 1995년 《Special Music》 - 너의 곁으로
- 1998년 《5.5집 Deep Blue》 - The Poison (검은 고양이 Ⅱ)
- 2001년 《6.5집 Confession》 - 고백
- 2003년 《Best of Best》 - 안녕이라고 말하지 마
- 2005년 《20th Anniversary - A Walk To Remember》 - 열을 세어보아요
- 2007년 《Sound of Double》 - 소리쳐
- 2010년 《이승철 25주년 기념 앨범》 - 너에게 물들어간다
- 2012년 《아마추어》 - 아마추어
- 2016년 《일기장》 - 일기장

### OST
- 1992년 《달은 해가 꾸는 꿈 OST》 - 달은 해가 꾸는 꿈
- 1995년 《바람의 아들 OST》 - 너 없는 시간의 의미
- 1995년 《도둑과 시인 OST》 - 너의 곁으로
- 2000년 《비천무 OST》 - 말리꽃
- 2003년 《프로젝트 XOST》 - 그냥 그렇게
- 2003년 《로즈마리 OST》 - 그냥 그렇게
- 2004년 《불새 OST》 - 인연
- 2006년 《청연 OST》 - 서쪽 하늘
- 2008년 《에덴의 동쪽 OST》 - 듣고 있나요 / 그런 사람 또 없습니다
- 2009년 《슬픔보다 더 슬픈 이야기 OST》 - 그런 사람 또 없습니다
- 2009년 《그저 바라보다가 OST》 - 하루
- 2010년 《제빵왕 김탁구 OST Part 3》 - 그 사람
- 2012년 《신들의 만찬 OST》 - 잊었니
- 2014년 《너희들은 포위됐다 OST》 - 사랑하나 봐
- 2015년 《프로듀사 OST》 - 달링
- 2018년 《미스티 OST》 - 사랑은 아프다
- 2018년 《미스티 OST》 - Someday
- 2020년 《달빛 조각사 웹툰 OST》 - 내가 많이 사랑해요

## 수상

### 가요 프로그램 1위
| 연도            | 수상 내역 (총 8회) |
| --------------- | --- |
| 1989년 (총 1회) | - 안녕이라고 말하지마 (총 1회) - 10월 8일 KBS 《가요톱텐》 1위 |
| 1990년 (총 2회) | - 마지막 콘서트 (총 1회) - 6월 27일 MBC 《쇼네트워크》 1위 - 소녀시대 (총 1회) - 9월 5일 MBC 《쇼네트워크》 1위                                                       |
| 2004년 (총 4회) | - 긴 하루 (총 4회) - 9월 3일 KMTV 《쇼 뮤직탱크》1위 - 9월 11일 MBC 《음악캠프》 1위 - 9월 16일 M.net 《엠카운트다운》 1위 - 9월 18일 MBC 《음악캠프》 1위 (2주 연속) |
| 2007년 (총 1회) | - 하얀 새 (총 1회) - 1월 13일 KMTV 《쇼 뮤직탱크》1위 |

## 가수 외 활동

### 방송
- 1995년 KBS2 《가족오락관》
- 1999년 KBS2 《TV는 사랑을 싣고》
- 2014년 TV조선 《글로벌 리더스 포럼 2014》
- 2019년 KBS2 《신상출시 편스토랑》
- 2020년 KBS2 《도올학당 수다승철》
- 2021년 JTBC 《싱어게인 유명가수전》
- 2021년 KBS2 《새가수》
- 2022년 ~ 현재 채널A 《신랑수업》
- 2024년 TV조선 《사건파일 24》 - 인터뷰 (10월 18일)
- 2024년 유튜브 《노빠꾸 탁재훈 탁스패치》

#### 출연 영화
- 1992년 《달은... 해가 꾸는 꿈》
- 2009년 《슬픔보다 더 슬픈 이야기》

### CF 출연작
- 1990년 대한화성 썬비
- 1990년 이마이크로 mit 3000
- 1990년 포스트박스
- 1990년 롯데제과 MVP초콜릿
- 2003년 LG카드 당신의 평생친구 (CM송)
- 2006년 서울우유 슈레드피자치즈
- 2009년 신한카드
- 2010년 르노삼성자동차 QM5
- 2010년 현대자동차그룹 버스콘서트
- 2010년 CJ헬로비전 Tbig
- 2013년 서울우유 저지방우유 (슈퍼스타K5 팀으로 출연)

## 이승철을 연기한 배우
- 2010년 《락 락 락》, 한국방송(KBS 2TV) 이종환 - 이승철 역

## 가족 관계
- 배우자 : 박현정
  - 딸 : 이진 (생년월일 미상)
이원 (2008년 7월 4일 ~ )